# Hólmbert Friðjónsson
Hólmbert Friðjónsson (Reykjavík, 1993. április 19. –) izlandi válogatott labdarúgó, a német Holstein Kiel csatárja.

## Pályafutása

### Klubcsapatokban
Hólmbert az izlandi fővárosban, Reykjavíkban született. Az ifjúsági pályafutását a HK akadémiájánál kezdte.
2010-ben mutatkozott be a HK felnőtt keretében. 2011-ben a Fram, majd 2014-ben a skót Celtic szerződtette. A 2014–15-ös szezonban a dán Brøndbyt erősítette kölcsönben. 2015-ben visszatért Izlandra és a KR-nál folytatta a labdarúgást. A 2016-os idényben a Stjarnannál szerepelt, mint kölcsönjátékos. A lehetőséggel élve, 2017-ben a Stjarnanhoz írt alá. 2018-ban a norvég Aalesundhoz, míg 2020-ban az olasz Bresciához igazolt. 2021. július 1-jén hároméves szerződést kötött a német másodosztályban szereplő Holstein Kiel együttesével. A 2022-es szezonban a norvég első osztályban érdekelt Lillestrøm csapatánál játszott kölcsönben. Először a 2022. április 2-ai, HamKam ellen 2–2-es döntetlennel zárult mérkőzésen lépett pályára. Első gólját 2022. április 18-án, a Molde ellen idegenben 2–1-es győzelemmel zárult találkozón szerezte meg.

### A válogatottban
Hólmbert az U17-es, az U19-es és az U21-es korosztályú válogatottakban is képviselte Izlandot.
2015-ben debütált a felnőtt válogatottban. Először a 2015. január 16-ai, Kanada ellen 2–1-re megnyert mérkőzés félidejében, Victor Pálssont váltva lépett pályára. Első válogatott gólját 2015. január 19-én, szintén Kanada ellen 1–1-es döntetlennel zárult barátságos mérkőzésen szerezte meg.

## Statisztikák
2023. február 17. szerint
| Klub                    | Szezon   | Osztály       | Bajnokság | Bajnokság | Kupa  | Kupa | Nemzetközi | Nemzetközi | Összesen | Összesen |
| Klub                    | Szezon   | Osztály       | Meccs     | Gól       | Meccs | Gól  | Meccs      | Gól        | Meccs    | Gól      |
| ----------------------- | -------- | ------------- | --------- | --------- | ----- | ---- | ---------- | ---------- | -------- | -------- |
| Aalesund                | 2018     | OBOS-ligaen   | 32        | 19        | 0     | 0    | —          | —          | 32       | 19       |
| Aalesund                | 2019     | OBOS-ligaen   | 24        | 6         | 3     | 2    | —          | —          | 27       | 8        |
| Aalesund                | 2020     | Eliteserien   | 15        | 11        | 0     | 0    | —          | —          | 15       | 11       |
| Aalesund                | Összesen | Összesen      | 71        | 36        | 3     | 2    | 0          | 0          | 74       | 38       |
| Brescia                 | 2020–21  | Serie B       | 9         | 0         | 0     | 0    | —          | —          | 9        | 0        |
| Holstein Kiel           | 2021–22  | 2. Bundesliga | 4         | 0         | 1     | 0    | —          | —          | 5        | 0        |
| Holstein Kiel           | 2022–23  | 2. Bundesliga | 2         | 1         | 0     | 0    | —          | —          | 2        | 1        |
| Holstein Kiel           | Összesen | Összesen      | 6         | 1         | 1     | 0    | 0          | 0          | 7        | 1        |
| Lillestrøm (kölcsönben) | 2022     | Eliteserien   | 27        | 5         | 5     | 5    | 4          | 3          | 36       | 13       |
| Összesen                | Összesen | Összesen      | 111       | 41        | 9     | 7    | 4          | 3          | 124      | 51       |

### A válogatottban
| Válogatott | Év       | Pályára lépés | Gól |
| ---------- | -------- | ------------- | --- |
| Izland     | 2015     | 2             | 1   |
| Izland     | 2020     | 2             | 1   |
| Izland     | 2021     | 2             | 0   |
| Összesen   | Összesen | 6             | 2   |

#### Góljai a válogatottban
| # | Időpont             | Helyszín                                                         | Ellenfél | Gólok | Eredmény | Kiírás                                     |
| - | ------------------- | ---------------------------------------------------------------- | -------- | ----- | -------- | ------------------------------------------ |
| 1 | 2015. január 19.    | UCF Soccer and Track Stadion, Orlando, Amerikai Egyesült Államok | Kanada   | 1–1   | 1–1      | Barátságos mérkőzés                        |
| 2 | 2020. szeptember 8. | Baldvin király Stadion, Brüsszel, Belgium                        | Belgium  | 1–0   | 1–5      | 2020–2021-es UEFA Nemzetek Ligája (A liga) |

## Sikerei, díjai
Aalesund
- OBOS-ligaen
  - Feljutó (1): 2019